# Leonard Bernstein
Leonard Bernstein (n. 25 august 1918, Lawrence⁠(d), Massachusetts, SUA – d. 14 octombrie 1990, New York City, New York, SUA) a fost un pianist, dirijor și compozitor american, de origine evreu.
Familia sa a emigrat din localitatea Rovno, Ucraina.

## Activitate
Leonard Bernstein este cunoscut și a rămas în memoria publicului mai ales pentru prodigioasa sa activitate dirijorală în lumea întreagă. A făcut turnee în Europa și a fost primul american care a dirijat orchestra de la Scala din Milano (Medeea de Cherubini, cu Maria Callas, 1953). A condus unele din marile orchestre ale lumii și și-a dedicat o bună parte din activitate Filarmonicii din New York.
Ca promotor al muzicii, a realizat un remarcabil ciclu de emisiuni TV, de educație muzicală, transmis în multe țări ale lumii.

## Creații
A compus simfonii, balete, operete, între care: 
- Missa
- Candide
- Musical Town
- West Side Story (Poveste din Cartierul de vest)
- Serenadă pentru vioară și orchestră de coarde

## Legături externe
- Site web oficial
- „Leonard Bernstein”. Encyclopædia Britannica.
- Leonard Bernstein - West Side Story - studio-takes
- The Leonard Bernstein Collection at the Library of Congress Music Division
- Discography at SonyBMG Masterworks
- Bernstein's Boston, a Harvard University research project
- Format:The Interviews people
- FBI file on Leonard Bernstein
- Gay Great – Leonard Bernstein
- Leonard Bernstein: A Total Embrace of Music, written by Peter Gutmann, music journalist.
- Arias and Barcarolles, The Leonard Bernstein Pages
- Leonard Bernstein: The Total Musician by Jeffrey Dane
- Leonard Bernstein la Internet Movie Database
- en Leonard Bernstein la Internet Broadway Database
- Leonard Bernstein la Internet Off-Broadway Database

Format:NYPhil music directors